# Chloroclystis stenophrica
Chloroclystis stenophrica là một loài bướm đêm trong họ Geometridae.